# Bibliotheksmagazin
Ein Bibliotheksmagazin ist ein Lager für Medien in einer Bibliothek, das in der Regel für den Bibliotheksbenutzer nicht frei zugänglich ist.

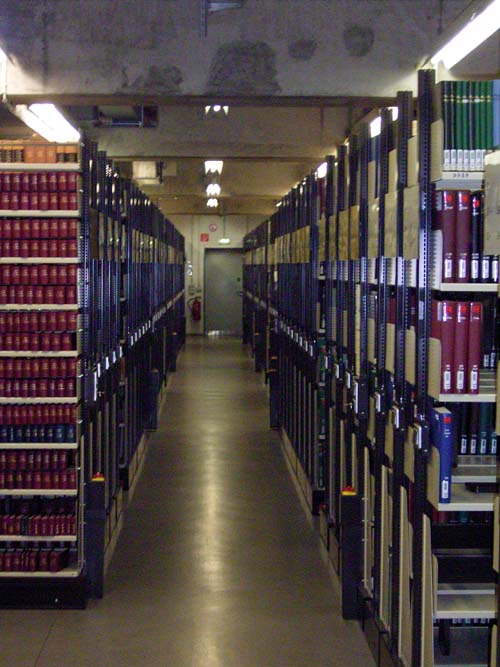
Blick in das Bibliotheksmagazin an der TU Hamburg

Diese werden oft nicht nach Fachgruppen aufgestellt, sondern aus Platzgründen nach dem Zeitpunkt der Erwerbung (Akzession) – so genannter Numerus Currens. Dabei wird auch das Buchformat berücksichtigt, Großformate stehen meist separat.
In Universitätsbibliotheken genossen Ordinarien früher das Privileg, freien Zugang zum Magazin zu haben. Heute wird in der Regel Benutzern nur in Ausnahmefällen auf Antrag die Möglichkeit eingeräumt, Bestände am Regal im Magazin zu sichten. Üblicherweise muss ein gewünschtes Buch, das im Magazin aufbewahrt wird, vom Nutzer bestellt werden, früher meist durch Ausfüllen eines entsprechenden Formulars, heute meist über den OPAC. Dabei bestehen oftmals feste Aushebezeiten, zu denen die bestellten Bücher aus dem Magazin geholt und zur Benutzung beziehungsweise Ausleihe bereitgestellt werden. Insbesondere bei Magazinen, die räumlich vom Bibliotheksgebäude getrennt sind und nicht täglich aufgesucht werden können, ergeben sich daher Wartezeiten bis zum Vorliegen des gewünschten Buches.
Bauliche Anforderungen an ein Archivmagazin ergeben sich insbesondere aus den Aspekten Katastrophenschutz, Sicherheit und Arbeitsschutz.
Gegenüber der Aufstellung in Freihandbestand bietet die Magazinaufstellung zwar Vorteile (geringerer Platzbedarf, leichtere Realisierung raumklimatischer Vorgaben, Schutz vor falschem Einsortieren, Diebstahl oder Vandalismus), als Dienst für den Benutzer versucht man heute aber auch in wissenschaftlichen Bibliotheken, möglichst viele Bücher in der Freihandaufstellung, also für den Nutzer direkt zugänglich, anzubieten, wodurch auch Magazinpersonal eingespart werden kann. Daher haben manche Bibliotheken (beispielsweise die Universitätsbibliothek Trier) Magazine nachträglich für Benutzer zugänglich gemacht, man spricht in solchen Fällen auch vom Freihandmagazin.